# Łąki Nowohuckie
Łąki Nowohuckie este o arie protejată (sit de importanță comunitară — SCI) din Polonia întinsă pe o suprafață de 59,75 ha, integral pe uscat.

## Localizare
Centrul sitului Łąki Nowohuckie este situat la coordonatele 50°04′00″N 20°02′08″E / 50.0666°N 20.0356°E.

## Înființare
Situl Łąki Nowohuckie a fost declarat sit de importanță comunitară în octombrie 2009 pentru a proteja 4 specii de animale.

## Biodiversitate
Situată în ecoregiunea continentală, aria protejată conține 1 habitat natural: Fânețe de joasă altitudine (Alopecurus pratensis, Sanguisorba officinalis).
La baza desemnării sitului se află mai multe specii protejate de  nevertebrate (4): fluturele purpuriu (Lycaena dispar), Lycaena helle, Phengaris nausithous, Phengaris teleius.